# Cyclopteris regia
Cyclopteris regia là một loài dương xỉ trong họ Cystopteridaceae. Loài này được Gray mô tả khoa học đầu tiên năm 1821.
Danh pháp khoa học của loài này chưa được làm sáng tỏ. 